# Трновац (Кратово)
Трновац (мкд. Трновац) је насеље у Северној Македонији, у северном делу државе. Трновац је у оквиру општине Кратово.

## Географија
Трновац је смештен у северном делу Северне Македоније. Од најближег града, Куманова, село је удаљено 35 km источно.
Село Трновац се налази у историјској области Средорек. Насеље је положено у долини Криве реке, на приближно 510 метара надморске висине.
Месна клима је умерено континентална.

## Становништво
Трновац је према последњем попису из 2002. године имао 330 становника. Од тога огромну већину чине етнички Македонци.
Претежна вероисповест месног становништва је православље.